# BALANCE OF HEART
『BALANCE OF HEART』（バランス・オブ・ハート）は、国生さゆり2枚目のオリジナル・アルバム。1987年2月1日に発売。発売元はCBS・ソニー。

## 解説
CDケース裏ジャケットには、シリアルナンバーが刻印されている。
アルバム2作連続のオリコンチャート最高位2位を獲得している。
帯コピー：ちょっとおシャレに、ちょっと大人（おとな）に……。

## 収録曲
全作詞：秋元康、編曲：佐藤準
A面
1. 砂浜のダイアモンド [4:08]
作曲：佐藤準
2. こめんね、JAJAUMA! [4:14]
作曲：和泉一弥
3. 大きい猫 [4:46]
作曲：佐藤準
4. あの夏のバイク [4:06]
作曲：後藤次利
  - 通算4枚目のソロ・シングル。
5. 遅れそうなスタジアム [3:39]
作曲：小森田実

B面
1. あなたよりも愛していたい [4:27]
作曲：小森田実
2. ノーブルレッドの瞬間 [4:36]
作曲：後藤次利
  - 通算3枚目のソロ・シングル。
  - カネボウ化粧品1986年秋のキャンペーン・イメージソング。
3. 風の♭（フラット） [3:39]
作曲：小森田実
4. 夜明けまで "Happy Birthday!" [3:31]
作曲：和泉一弥
  - シングル「あの夏のバイク」B面。
5. あの夏のバイク（バンド・バージョン） [2:52]
作曲：後藤次利
  - CDのみボーナス・トラック
  - コンサートツアーメンバーとのセッションテイク。
6. 雨のニューオリンズ [4:09]
作曲：瀬井広明

### 収録アルバム
- おニャン子クラブA面コレクション M-4・7
- おニャン子クラブB面コレクション M-9

## レコーディング・スタッフ

### ミュージシャン
- Chorus – Kiyoshi Hiyama, Masakazu Togo, Toshihiro Kirigaya, Yasuhiro Kido, Yoshimi Niikura
- Drums – Hideo Yamaki, Toru Hasebe
- Electric Bass – Kenji Takamizu, Shigeru Okazawa
- Electric Guitar – Kenji Kitajima, Masaki Matsubara, Tsuyoshi Kon
- Keyboards – Ryoichi Kuniyoshi, Tadashi Namba, Yasuharu Nakanishi
- Saxophone – Jake H. Concepcion
- Strings – Joe Kato Group
- Synth – Hiroshi Kitashiro, Keishi Urata
- Trumpet, Flugelhorn – Shin Kazuhara

### スタッフ
- Art Direction, Design – Akio Nimbari

- Costume Designer – Yuriko Nishi
- Design – Tomoaki Sakai
- Directed By – Toshiyuki Takano
- Supervised By – Hiroshi Ishida, Kazuji Kasai
- Hair, Make-Up – Haruo Watanabe
- Engineer [Recording & Remix] – Hayato Yoshikawa
- Engineer [Recording] – Etsuhiro Nakamura
- Engineer [Second] – Tetsuhiro Miyajima
- Management – Akira Takahashi, Hiromi Ito
- Photography By – Kaoru Iijima
- Producer – Junichi Watanabe
- Promotion – Kenji Miyazaki, Toshiharu Sugawa

## 発売履歴
| 発売日       | レーベル    | 規格 | 規格品番  |
| ------------ | ----------- | ---- | --------- |
| 1987年2月1日 | CBS・ソニー | LP   | 28AH-2138 |
| 1987年2月1日 | CBS・ソニー | CT   | 28KH‐2074 |
| 1987年2月1日 | CBS・ソニー | CD   | 32DH-607  |